# إدوارد كاهيل
إدوارد كاهيل (بالإنجليزية: Edward Cahill)‏ هو محامي وقاضي أمريكي، ولد في 3 أغسطس 1843 في كالامازو في الولايات المتحدة، وتوفي في 27 يوليو 1922 في بلدة ليتل ترافيرس في الولايات المتحدة.